# S/2008 (2001 QQ322) 1
S/2008 (2001 QQ322) 1, também escrito como S/2008 (2001 QQ322) 1, é o objeto secundário do corpo celeste denominado de 2001 QQ322. Ele é um objeto transnetuniano que tem cerca de 156 km de diâmetro e orbita o corpo primário a uma distância de 23.000 km.